# Еріх Штраубе
Еріх Макс Штраубе (нім. Erich Max Straube; 11 грудня 1887, Мерзебург — 31 березня 1971, Остероде) — німецький воєначальник, генерал піхоти вермахту. Кавалер Лицарського хреста Залізного хреста з дубовим листям.

## Біографія
Учасник Першої світової війни. Після демобілізації армії залишений в рейхсвері. З 1923 року — офіцер Генштабу у відділі іноземних армій Сходу (армійська розвідка). З 1929 року — викладач тактики в піхотному училищі Дрездена, потім очолив штаб інспекції військових навчальних закладів. З 1 жовтня 1936 року — командир 82-го піхотного полку, з 25 вересня 1938 року — начальник військового училища в Мюнхені.
З 1 вересня 1939 року — командир 268-ї піхотної дивізії. Учасник Французької кампанії і німецько-радянської війни. З 21 квітня 1942 року — командир 13-го, з 26 липня 1943 року — 74-го, з 17 грудня 1944 року — 86-го армійського корпусу. В кінці війни протягом кількох днів виконував обов'язки командувача 1-ю парашутною армією.

## Нагороди
- Залізний хрест
  - 2-го класу (вересень 1914)
  - 1-го класу (5 травня 1916)
- Хрест «За заслуги у війні» (Саксен-Мейнінген)
- Нагрудний знак «За поранення» в чорному
- Почесний хрест ветерана війни з мечами (5 липня 1935)
- Медаль «За вислугу років у Вермахті» 4-го, 3-го, 2-го і 1-го класу (25 років)
- Застібка до Залізного хреста
  - 2-го класу (15 листопада 1939)
  - 1-го класу (17 травня 1940)
- Лицарський хрест Залізного хреста з дубовим листям
  - лицарський хрест (19 липня 1940)
  - дубове листя (№609; 30 вересня 1944)